# Vogelsche Approximationsmethode
Die Vogelsche Approximationsmethode ist ein heuristisches Verfahren aus dem Bereich des Operations Research zur Lösung eines Transportproblems. Diese Methode zeichnet sich dadurch aus, dass sie dem Optimum schon sehr nahekommt. Der Aufwand ist allerdings gegenüber anderen Methoden, wie z. B. dem Nord-West-Ecken-Verfahren oder dem Matrixminimumverfahren, vergleichsweise hoch.

## Algorithmus
1. Als Erstes wird eine Hilfsmatrix mit den Opportunitätskosten, die sich aus der Differenz der beiden kleinsten Werte der jeweiligen Zeile und Spalte zusammensetzen, erstellt.
2. Dann wird die Zeile oder die Spalte mit den höchsten Opportunitätskosten aus der Hilfsmatrix herausgesucht.
3. Aus dieser Zeile oder Spalte wird dann der niedrigste Wert herausgesucht. Diesem Feld werden in der Ursprungsmatrix die maximal möglichen Kapazitäten zugeordnet.
4. Falls die Angebots- oder Bedarfsmenge erschöpft ist, wird die betreffende Spalte oder die betreffende Zeile, in der Ursprungsmatrix, mit Nullen aufgefüllt und in der Hilfsmatrix gestrichen.
5. Nach jedem Durchgang werden die Opportunitätskosten neu berechnet und das Zuordnen beginnt wieder von vorne.
6. Diese Methode endet, wenn alle Kapazitäten zugeordnet sind.